# Melanotesia
Melanotesia is een geslacht van vlinders van de familie spanners (Geometridae), uit de onderfamilie Ennominae.

## Soorten
- M. intensa Dognin, 1909
- M. siderata Dognin, 1901